# Rock Hill (Nowy Jork)
Rock Hill – jednostka osadnicza w Stanach Zjednoczonych, w stanie Nowy Jork, w hrabstwie Sullivan.